# Plestin-les-Grèves
Plestin-les-Grèves è un comune francese di 3 768 abitanti situato nel dipartimento delle Côtes-d'Armor nella regione della Bretagna.

## Società

### Evoluzione demografica
Abitanti censiti